# Шпиро Вујовић
Шпиро Вујовић (Убли, код Цетиња, 7. децембар 1918 — Иван планина, 1943), учесник Народноослободилачке борбе и народни херој Југославије.

## Биографија
Родио се у сиромашној сеаљчкој породици 7. децембра 1918. године. Основну школу је завршио у Чеву са одличним успехом. Због сиромаштва није могао да настави даље школовање. Радио је на очевом имању и као надничар на градилиштима. Када је избио Тринаестојулски устанак прикључио се заједно са браћом Ловћенском батаљону. Учествовао је у борби на Чеву 13. јула 1941. године и у борби за Пљевље у децембру 1941. године. Када је формирана Прва пролетерска бригада постао је њен члан. У Комунистичку партију Југославије примљен је 1942. године.
Са пролетеском бригадом учествовао је у борбама у Босни и Херцеговини: на Улогу, Добром Долу, код Јајца, Коњица. Истакао се у бици за рањенике када се водила борба за спашавање болнице са 4.000 рањеника. Његов вод добио је задатак да затвори један од најосетљивијих праваца који је водио ка Коњицу. Вод је одолевао нападима Немаца на Иван планини, а онда је Шпиро наредио јуриш како би заузели доминантне положаје. У том нападу је Шпиро погинуо, али Немци нису успели да дођу до рањеника.
Указом Президијума Народне скупштине ФНР Југославије, 20. децембра 1951. године, проглашен је за народног хероја.